# Edward Gordon
Edward Gordon (Estados Unidos, 1 de julio de 1908-5 de septiembre de 1971) fue un atleta estadounidense, especialista en la prueba de salto de longitud en la que llegó a ser campeón olímpico en 1932.

## Carrera deportiva
En los JJ. OO. de Los Ángeles 1932 ganó la medalla de oro en el salto de longitud, con un salto de 7.64 metros, superando al también estadounidense Lambert Redd (plata con 7.60 metros) y al japonés Chuhei Nambu (bronce con 7.45 m).